# Cea (León)
Cea é um município da Espanha na província de León, comunidade autónoma de Castela e Leão, de área 111,79 km² com população de 634 habitantes (2004) e densidade populacional de 5,67 hab/km².

## História
Foi conde desta comarca, Fernando Bermudes, filho de Bermudo Nunes, sendo que na altura em que era condado fazia fronteira com o Reino de Leão.

## Demografia
| Variação demográfica do município entre 1991 e 2004 | Variação demográfica do município entre 1991 e 2004 | Variação demográfica do município entre 1991 e 2004 | Variação demográfica do município entre 1991 e 2004 |
| --------------------------------------------------- | --------------------------------------------------- | --------------------------------------------------- | --------------------------------------------------- |
| 1991                                                | 1996                                                | 2001                                                | 2004                                                |
| 862                                                 | 787                                                 | 693                                                 | 634                                                 |